# Aimen Abdulaziz-Said
Aimen Abdulaziz-Said (* 1987) ist ein deutscher Journalist und Fernsehmoderator eritreischer Herkunft.

## Leben und Wirken
Abdulaziz-Said ist in Hamburg aufgewachsen und Sohn eritreischer Eltern. Er studierte in München an der Ludwig-Maximilians-Universität Politikwissenschaften und Rechtswissenschaft. Danach folgte ein Studium an der Deutschen Journalistenschule. Ab 2013 arbeitet er journalistisch für diverse Textmedien wie SPIEGEL Online oder ZEIT Online, wo er von 2014 bis 2017 seine eigene Fußball-Kolumne über die sportlichen Leistungen des Hamburger SV hatte. Seit 2015 arbeitet er als freier Reporter für den NDR, und seit 2018 ist er Reporter für das Funkformat STRG F. 2019 war er das Gesicht der Stern-Talkshow Diskuthek. 2020 moderierte er für 16BARS das Deutschrap-Format Basement Café. Von 2021 bis Ende 2023 war Abdulaziz-Said Moderator des ARD-Mittagsmagazins.

## Filmografie

### Als Autor
- 2018: Bundesliga brutal – So hart ist der Weg nach oben (STRG F)
- 2019: Geflüchtet aus Eritrea – Warum in der AfD? (STRG_F)
- 2020: Porno-Ausstieg: So brutal ist das Business (STRG_F)

### Moderation
- 2019–2020: Diskuthek (Stern)
- 2020: WISO (ZDF)
- 2020: Basement Café (16BARS)
- 2021–2023: ARD-Mittagsmagazin (Das Erste)
- seit Oktober 2021: Panorama 3